# (9198) Sasagamine
(9198) Sasagamine (1993 BJ3) – planetoida z pasa głównego asteroid okrążająca Słońce w ciągu 3,39 lat w średniej odległości 2,26 j.a. Odkryta 25 stycznia 1993 roku.